# Сцинки щиткові
Сцинки щиткові (Eurylepis) рід ящірок з родини сцинкові.

## Опис
Загальна довжина цього сцинка досягає 30 см. Колір у представників роду може бути коричневий, сталевий з різними відтінками. Також трапляються тварини з бронзовим відливом. В наявності на спині є чорні плями. Горло червоне, жовте або помаранчеве, колір хвоста — зеленуватий, блакитний, синій. Має розвинуті лапи.

## Спосіб життя
Щиткові сцинки полюбляють кам'янисті місцини, можуть підніматися досить високо у гори. Мешкає часто в ущелинах. Риє нори у м'якому ґрунті.
Харчується комахами, павуками, молюсками, скорпіонами, безхребетними.
Представники цього роду відкладають яйця, як правило до 6 штук.

## Розповсюдження
Північна та західна Індія, Афганістан, східний та північно-східний Іран, Ірак, північна Сирія, південний Туркменістан.

## Види
- Eurylepis indothalensis
- Eurylepis poonaensis
- Eurylepis taeniolatus